# 王建中 (作曲家)
王建中（1933年—2016年2月11日），中国作曲家、钢琴家。

## 生平
1933年生于上海，祖籍江苏江阴，曾任上海音乐学院副院长，2016年2月11日于美国逝世。王建中创作改编的钢琴曲将中国传统的音乐元素和钢琴的演奏艺术融为一体，是中国当代钢琴经典的作品。

## 著作
代表作有改编作品《山丹丹花开红艳艳》《绣金匾》《彩云追月》《浏阳河》和原创作品《情景》《随想曲》等。

## 資料來源
1. ↑  .   [2018-07-22]. （原始内容存档于2018-07-26）.
2. ↑  .   [2018-07-22]. （原始内容存档于2018-07-26）.
3. ↑  . 中國音樂學網. 2009-04-11  [2018-07-25]. （原始内容存档于2016-03-04） （中文（简体））.